# NGC 2689
NGC 2689 је лентикуларна галаксија у сазвежђу Велики медвед која се налази на NGC листи објеката дубоког неба.
Деклинација објекта је + 49° 6' 55" а ректасцензија 8h 55m 25,3s. Привидна величина (магнитуда) објекта NGC 2689 износи 16,3 а фотографска магнитуда 17,3.